# Gianni Lommi
Gianni Lommi (Fidenza, 4 ottobre 1936 – Fidenza, 9 giugno 2013) è stato un pugile italiano, peso medio professionista dal 1958.

## Carriera

### Incontri disputati da professionista
| Anno            | Luogo   | Avversario        | Risultato combattimento |
| --------------- | ------- | ----------------- | ----------------------- |
| 1958            | Trieste | Sanna             | Incontro pari 6         |
| 24 ottobre 1959 | Aosta   | Vinicio Ballarini | Vince ai punti 8        |
| 21 aprile 1961  | Roma    | Joseph Catalano   | Perde ai punti 8        |
| 1º luglio 1961  | Fidenza | Bruno Fortilli    | Incontro Pari 12        |
| 11 ottobre 1967 | Milano  | Paolo Cottino     | Vince ai punti 8        |

### Titolo italiano dei pesi medi
| Anno             | Luogo     | Avversario        | Risultato combattimento   |
| ---------------- | --------- | ----------------- | ------------------------- |
| 8 settembre 1961 | Marsiglia | Marcelle Pigou    | Perde ai punti 10         |
| 2 ottobre 1961   | Bologna   | Juan Carlos Duran | Perde ai punti 8          |
| 10 novembre 1961 | Ginevra   | Jean Ruellet      | Vince ai punti 10         |
| 17 marzo 1962    | Milano    | Nino Benvenuti    | Perde Knock-out 5         |
| 4 maggio 1965    | Napoli    | Mario Lamagna     | Perde Knock-out tecnico 2 |